# Pro D2
Pro D2 – druga najwyższa liga rugby union we Francji, w której uczestniczy 16 drużyn z całego kraju. Jest to jednocześnie ostatnia liga zawodowa, a jej rozgrywki wystartowały w 2000 roku. Zwycięzca sezonu zasadniczego automatycznie awansuje do Top 14, natomiast zespoły z miejsc 2–5 biorą udział w fazie play-off. Dwie najsłabsze drużyny spadają do ligi Fédérale 1. W kolejnym sezonie Pro D2 uczestniczą dwa najsłabsze zespoły Top 14 i dwa najlepsze z Fédérale 1 poprzedniego sezonu.
Dwie połówki sezonu odbywają się według tego samego harmonogramu – zespół, który w rundzie jesiennej był gospodarzem spotkania z danym rywalem, w rundzie wiosennej gra mecz na wyjeździe.
Jednomeczowe półfinały odbywają się w maju, kiedy to zespoły z miejsc 2. i 3. goszczą swoich rywali. Finał rozgrywany jest wcześniej wybranym obiekcie.

## Zwycięzcy[3]
- 2001 Montauban
- 2002 Mont-de-Marsan
- 2003 Montpellier
- 2004 Auch
- 2005 Toulon
- 2006 Montauban
- 2007 Auch
- 2008 Toulon
- 2009 Racing Métro
- 2010 Agen
- 2011 Lyon
- 2012 Grenoble